# Philippe Médard
Philippe Médard (Meslay-du-Maine, 10 de junio de 1959-París, 30 de septiembre de 2017) fue un balonmanista francés, que jugaba en la posición de portero. Defendió la camiseta de la selección francesa en 188 ocasiones y formó parte del equipo que consiguió el bronce en los Juegos Olímpicos de Barcelona de 1992, donde jugó cinco partidos y marcó dos goles.

## Carrera
Médard aprendió a jugar balonmano en su ciudad natal en el equipo del Bois-Colombes Sport. En la temporada 1978/79, el portero fichó por el AC Boulogne-Billancourt. Ganó la Liga francesa en 1979–80 con el Stella Sports Saint-Maur. En la temporada 1980/81 ayudó al ascenso a Primera División del Thonon AC. Médard tuvo su etapa más exitosa a partir de 1981 con el USM Gagny, con quien ganó la liga en cuatro ocasiones (1982, 1985, 1986 y 1987) y una Copa de Francia en 1987. En la temporada 1984/85 fue elegido mejor portero de la temporada. En el verano de 1987 fichó por el Montpellier Paillade SC de cuarta división, con el que ascendió a la Tercera división en 1988 y a Segunda división un año después. Tras esa época, firmó con el USAM Nîmes en 1989, con quien ganó dos campeonatos más en 1990 y 1991. En la temporada 1992/93 estuvo en la portería del Massy 91 Finances. Con ellos, logró el ascenso a la segunda división en 1993. Sus últimos dos años, Médard volvió a jugar con el AC Boulogne-Billancourt en la Segunda División.

### Equipo Nacional
Con la selección francesa Médard debutó en 1979. En los Juegos del Mediterráneo de 1987 ganó la medalla de plata con el equipo. Con Francia, terminó quinto en la Copa del Mundo B de 1989 y noveno en la Copa del Mundo de 1990. En los Juegos Olímpicos de Barcelona 1992 ganó la medalla de bronce con la selección francesa. En total disputó 188 partidos internacionales.

## Palmarés

### Clubes
- Liga de Francia (1979-1980) con el Stella Sports Saint-Maur), (1981-1982, 1984-1985, 1985-1986, 1986-1987) con el USM Gagny, (1989-1990 y 1990-1991) con el USAM Nîmes
- Copa de Francia (1986-1987) con el USM Gagny

### Selección

#### Juegos Olímpicos
- Medalla de bronce en los Juegos Olímpicos de 1992